# UFC 153
UFC 153: Silva vs. Bonnar est un évènement d'arts martiaux mixtes organisé par l'Ultimate Fighting Championship le 13 octobre 2012. Il s'est déroulé à la HSBC Arena de Rio de Janeiro.

## Historique
Vitor Belfort était censé affronter Alan Belcher mais à la suite de la blessure de Dan Henderson qui devait affronter Jon Jones pour le titre à l'UFC 152, Dana White annonça que Belfort affrontera Jones et Belcher ne put avoir de match en remplacement à la suite d'une blessure.
Quinton Jackson devait affronter Glover Teixera mais à la suite d'une blessure l'espoir de Teixera d'affronter Jackson s’éloigna .
Rashad Evans était annoncé mais déclina également pour une blessure, Fabio Maldonado se porta volontaire pour affronter Teixera.
Le Main Event devait à l'origine être l'affrontement entre Erik Koch et José Aldo pour le titre des poids plumes mais à la suite d'une blessure de Koch, un match contre Frankie Edgar ancien champion des poids légers fut prévu mais Aldo se blessa laissant le match Anderson Silva contre Stephan Bonnar devenir Main Event.

## Résultats

### Programme principal
- Light Heavyweight :  Anderson Silva (c) vs.  Stephan Bonnar

Silva défait Bonnar par TKO à 4:40 du round 1
- Heavyweight :   Antônio Rodrigo Nogueira  vs.  Dave Herman

Nogueira bat Herman par soumission à 4:31 du round 2
- Light Heavyweight :  Glover Teixera vs.  Fabio Maldonado

Teixera défait Maldonado par TKO(arrêt par le docteur) à 5:00 du round 2
- Welterweight :  Jon Fitch vs.  Erick Silva

Fitch bat Silva par décision (30–27, 29–28, 29–28)
- Light Heavyweight :  Phil Davis vs.  Wagner Prado

Davis défait Prado par soumission à 4:29 du round 2.
- Welterweight :  Demian Maia vs.  Rick Story

Maia défait Story par soumission à 2:30 du round 1

### Programme préliminaire
- Featherweight :  Roni Mariano Bezerra vs.  Sam Sicilia

Bezerra défait Sicilia par KO à 4:16 du round 2.
- Lightweight :  Gleison Tibau vs.  Francisco Trinaldo

Tibau bat Trinaldo par décision (29–28, 29–28, 29–28)
- Featherweight :  Diego Brandao vs.  Joey Gambino

Brandao bat Gambino par  décision (30–27, 30–27, 30–27).
- Welterweight :  Sergio Moraes vs.  Renee Forte

Hendricks défait Brenneman par soumission  à 3:10 du round 3
- Middleweight :  Chris Camozzi vs.  Luiz Cané

Camozzi bat Cané par decision (29–28, 29–28, 29–28).
- Lightweight :  Christiano Marcello vs.  Reza Madadi

Marcello bat Madadi par décision (29–28, 28–29, 30–27).

## Bonus de la soirée
Les combattants mentionnés ont reçu 70 000 $ de bonus.
- Combat de la soirée : Jon Fitch vs.Erick Silva
- Knockout de la soirée : Rony Mariano Bezerra
- Soumission de la soirée:  Antônio Rodrigo Nogueira